# Melanochthiphila nigroaenea
Melanochthiphila nigroaenea är en tvåvingeart som först beskrevs av Frey 1958.  Melanochthiphila nigroaenea ingår i släktet Melanochthiphila och familjen markflugor. Inga underarter finns listade i Catalogue of Life.